# Llista dels imperis i dinasties musulmanes
La següent és un llista d'imperis musulmans i dinasties. Inclou estats, imperis i dinasties amb una fundació islàmica.

## Història
Ens els segles posteriors a la vida de Mahoma, els exèrcits musulmans sortiren a totes les àrees circumdants, i posaren sota el seu control els territoris des de Pèrsia fins a Espanya. Amb aquesta gran quantitat de terra sota el seu control, els califats Omeia (i posteriorment, Abbàssida), van permetre als marxants i als erudits de viatjar fàcilment a través d'Euràsia occidental, portant béns i coneixement que els musulmans en gran manera estengueren a través del Califat i cap enfora a regions menys avançades, com Europa Occidental. En 751, el procés de fabricació del paper feu el seu camí des de la Xina cap a Occident a través de musulmans. El comerç introduïa l'islam als africans. A l'Orient Mitjà, l'èxit d'Islam significà que la cultura seria canviada per sempre. Fins i tot després de la decadència del Califat Abbàssida, l'islam romandria com una de les institucions de base de la regió. Estats futurs de la regió, com el Safàvida, Seljúcida i els Imperis Otomà i Mogol, foren tots "Imperis Islàmics".

## Califats
- El Primer califat (632-661)

Imperi Omeia en la seva màxima extensió

- El Califat omeia de Damasc (661-750) - successor del Primer califat
  - El Califat omeia de Còrdova a l'Àndalus (756-929-1031)
- El Califat abbàssida de Bagdad (750-1258) - successor del Califat omeia
- El Califat Fatimita (910-1171)
- El Califat abbàssida del Caire (1250-1517) - successor del Califa abbàssida de Bagdad 
  - Dinastia burjita
  - Dinastia bahrita
    - Qalawúnides
- El Califat otomà (1299-1923)

## Imperis regionals

### Síria i Iraq
- Hamdànides (890-1004)
- Mazyàdides (961-1163) (Iraq central i del sud)
- Numairites (990-1081) (Iraq occidental).[1]
- Uqàylida (990-1169)
- Mirdasides (1024-1080)
- Marwànides (990-1085)
- Búrides (1104-1154)
- Banu Ammar (1071-1109) Trípoli, Líban[2]
- Begtegínida (1137-1233)
- Dinastia jalayírida (1336-1432)
- Ortúkides (segle XI-XII)
- Zengites (1127-1250)
- Dinastia aiúbida (1171-1341)
- Babànides (1649-1850)
- Al-Afrasiyab (1612-1688)
- Territoris dels alauites (1920–1936)
- Haiximites de l'Iraq (1921-1958)
- Reis de Jordània

### Dinasties del Llevant
- Banu l-Daya
- Banu l-Jarrah
- Banu Man (Líban)
- Banu Múnqidh
- Harfuix
- Sufyànides
- Tanúkhides
- Tarabay
- Xihàbida

#### Grups tribals influents
- Banu l-Muntafik
- Al-Baridi
- Banu Sulaym

### Península aràbiga
- Califat Raixidun (632-661)
- Ziyàdides (819-1018)
- Xerifs haiximites (864-1496)
- Ukhaydírida (865-1066)
- Rassites (893-1970)
- Regne Mutawakkilita del Iemen (1926–1970)
- Xerifs haiximites (967-1925)
- Sulàyhides (1047-1138)
- Banu Zarie (Makarama) (1083–1200)[3][4]
- Banu Hatem Alhmdanyen (1098–1174)[5][6][7][8]
- Banu Masud (Makarama) (1093–1150) del Iemen[3]
- Dinastia aiúbida (1174-1341)
  - Emirat aiúbida del Iemen
- Rassúlida (1229-1454)
- Seiyun (1395-1967)
- Jàbrides (Segles XV-XV)
- Tahírides del Iemen (1454-1526)
- Sultanat d'Oman (751 present)
  - Nabhan
- Dinastia Qasimi (1727–present)
- Càrmates (900-1073)
- Uyúnides (1076–1239)[9]
- Usfúrides (1253-1320)
- Jarwànides (1305–1487)[10]
- Al Saüd (1744 present)
- Al Sabah (1752 present)
- Al Nahyan (1761–present)
- Ajman (segle xviii-present de)
- Qasimi (segle xviii-present)
- Umm al-Qaiwain (1775-present)
- Al Khalifa (1783 present)
- Al Thani (1825–present)
- Al Maktoum (1833–present)
- Al Raixid (1836-1921)
- Alt Yafa (19è century ??1967)
- Al Xarqui (1876 -present)
- Quaiti (1902-1967)
- Emirat de Beihan (1903-1967)
- Qishn i Socotra (774 present)
- Emirat de l'Alt Asir (1801-1933)
- Emirat de Sabya

#### Tribus o grups influents
- Banu Khalid (1670-1912)
- Banu Makhzum
- Djannabites
- Haiximites del Hijaz
- Iarubita
- Khayràtida
- Rufayda
- Kasadi
- Quaiti
- Abdali
- Banu Hamdan
- Makràmides
- Nadjàhida
- Tarfita
- Yaburites
- Yafúrida
- Zaidites del Iemen
- Zuràyides

### Iran
- Xirvanxahs (799-1579)
- Dulàfides (principis del segle ix-897)
- Dinastia samànida (819-999)
- Tahírides del Khorasan (821-873)
- Safàrida (861-1003)
- Alides del Tabaristan, Gilan i Daylam (864-929)
- Sàdjides (889-929)
- Ziyàrides (928-1043)
- Farighúnida (finals segle ix-principis segle ix)
- Madànides (finals del segle ix-XI)
- Regne d'Ormuz (segles de 10th-17th)
- Buwàyhides (934-1062)
- Musafírides (942-979)
- Xaddàdides (951-1199)
- Rawwàdides (955-1071)
- Hasanwàyhida (959-1015)
- Gaznèvides (963-1187)
- Marwànides (990-1085)
- Annàzides (990-1116)
- Hadhbani (segle xi)
- Dinastia Seljúcida (segles XI-XIV)
- Estat ismaïlita d'Alamut (Iran) (1090-1256)
  - Gúrides (1148-1215)
- Hazaràspides (1148–1424)
- Lur-i Kučik (1155-1597)
- Mihrabànida (1236-1537)
- Il-kanat (1256-1335)
- Sarbadàrida (1332-1386)
- Dinastia jalayírida (1335-1432)
- Cobànides (1335-1357)
  - Sulduz
- Indjúida (1335-1357)
- Muzafàrida (1335-1393)
- Timúrides (1370-1526)
  - Mirzes
    - Mirzes del Badakhxan
- Qara Qoyunlu (1375-1468)
- Aq Qoyunlu (1378-1508)
- Muixaixa (1436-1729)
- Imperi safàvida (1501-1736)
- Kanat d'Erevan (1604-1828)
- Kanat de Quba (1680-1816)
- Dinastia Hotaki (1709–1738)
- Kanat de Talix (1747–1826)
- Kanat de Bakú
- Dinastia afxàrida (1736-1796)
- Kanat de Xaki (1743-1819)
- Kanat de Gandja (1747-1804)
- Kanat de Karabagh (1747-1822)
- Kanat de Nakhitxevan (1747-1828)
- Kanat de Xirvan (1748–1820)
- Dinastia Zand (1750-1794)
- Dinastia qajar (1794-1925)
- Pahlevi (1925-1979)
- Bursúquides
- Ghilzai
- Ilyàsida
- Kakúyida
- Kutlughkhànida
- Laristan
- Salghúrida
- Seljúcides de Kirman

#### Dinasties del Mazanderan
- Afrasiyàbides
- Baduspànides
  - Banu Iskandar
  - Banu Kawus
- Dabúyida
- Daylamites
  - Musafírides
  - Ziyàrides
  - Xaddàdides
  - Djustànides
- Firuzànides
- Ismaïlisme nizarita
- Karínida
- Dinastia kinkhwàrida
- Maraixi
- Masmughan
  - Masmughans de Dunbawand
- Zarmhírida

#### Altres dinasties o regnes
- Ruyan
- Sarbadàrida
- Simdjúrides

### Dinasties de l'Azerbaidjan
- Banu Rudayni
- Haiximites de Bab al-Abwad
- Ildegízida
- Musafírides
- Pixkínida
- Sàdjides

### Àsia central
- Qarakhànida (840-1212)
  - Muhtàdjida (finals del segle x i principis del segle xi)
  - Dinastia Anuixtigínida (1077-1231)
- Dinastia Kart (1231-1389)
- Timúrides (1370-1526)
- Kanat Kazakh (1456-1731)
- Kanat de Bukharà (1500-1785)
  - Dinastia jànida
  - Burhànida
  - Mangit
- Imperi Mogol (1526-1857)
- Kanat de Khivà (1511-1920)
- Kanat de Kokand (1709-1876)
- Dinastia Jahangiri (1200–1531)
- Dinastia Sufida (1360-1511)
- Dughlat
- Mikàlida
- Usruixana
- Batúides

### Xina
- República del Turquestan Oriental (1933-1934)
- República del Turquestan Oriental (1944-1949) (Satèl·lit soviètic)

### Àsia del Sud
- Dinastia de Sumra, (1026-1351)
- Dinastia Theemuge (1166–1388)
- Dinastia Jahangiri (1200–1531)
- Mamelucs de Delhi (1206–1290)
- Khalji (1290-1320)
- Dinastia tughlúquida (1321-1398)
- Dinastia de Samma (1335-1520)
- Dinastia Ilyas Xahi (1342-1487)
- Bahmànida (1347-1527)
- Farúquides (1382-1601)
- Dinastia Hilaalee (1388–1558)
- Dinastia Muzafàrida de Gujarat (1391-1734)
- Jaunpur (1394-1479)
- Regne de Mysore (1399-1947)
- Sultanat de Malwa (1401-1561)
- Dinastia dels Sayyids (1414-1451)
- Dinastia Lodi (1451-1526)
- Sultanat de Bidar (1489-1619)
- Sultanat de Berar (1490-1572)
- Sultanat d'Ahmednagar (1490-1636)
- Dinastia Hussain Xahi (1494–1538)
- Dinastia Arghun (finals segles 15-16)
- Imperi Mogol (1526-1857)
- Sultanat de Bijapur (1527-1686)
  - Adilxàhides
- Dinastia Suri (1540-1556)
- Kannur (1545-segle xviii)
- Dinastia d'Utheemu (1632–1692)
- Kanat de Khelat (1666–1958)
- Principat d'Arcot (1690-1801)
- Dinastia Isdhoo (1692–1704)
- Dinastia Dhiyamigili (1704–1759)
- Dinastia Hotaki (1709–1738)
- Bhopal (1723-1947)
- Nawab de Rampur (1719-1947)
- Oudh (1722–1858)
- Estat de Hyderabad (1724-1948)
  - Asafjàhida
- Dinastia Babi (1735-1947)
- Imperi Durrani (1747-1826)
- Nabab de Bengala (1717-1880)
- Dinastia Huraa (1759–1968)
- Tonk (estat principesc) (1798-1947)
- Barakzai (1826-1973)
- Bahmànida (1400-1600)
- Khairpur
- Principat de Nagar
- Hunza
- Bahawalpur
- Mirpur (estat principesc)
- Kanat de Khelat
- Las Bela (estat principesc)
- Principat de Makran
- Kharan
- Amb (estat principesc)
- Chitral
- Dhir
- Hunza
- Jandol (estat principesc)
- Principat de Nagar
- Phulra
- Principat de Swat
- Yasin (estat principesc)
- Gilgit (estat principesc)
- Kalhora (1701-1783)
- Langah (1438-1527)
- Talpur (1783-1843)
- Golkonda
  - Kutubxàhides

### Sud-est asiàtic
- Daya Pasai (1128–1285).[11]
- Bandar Kalibah.[11]
- Moira Malaya.[11]
- Kanto Kambar.[11]
- Robaromun.[11]
- Sultanat de Kedah (1136–present)
- Pasai (1267-segle xv)
- Brunei (segle xiv-present)
- Sultanat de Malacca (1402-1511)
- Sultanat de Pahang (mitjan segle XV- segle actual)
- Sultanat de Sulu (1450-1936)
- Sultanat de Ternate (1465 present)
- Sultanat de Demak (1475-1518)
- Sultanat d'Aceh (1496-1903)
- Regne de Maynila (1500-1571)
- Sultanat de Mataram (1500 - 1700)
- Regne de Pattani (1516-1771)
- Sultanat de Maguindanao (1520–c. 1800)
- Sultanat de Banten (1526-1813)
- Sultanat de Perak (1528–present)
- Sultanat de Lingga (1528 present)
- Regne de Pajang (1568-1586)
- Sultanat de Terengganu (1725-present)
- Sultanat de Selangor (mitjan segle xviii-present)
- Regne de Surakarta (1745-present)
- Sultanat de Yogyakarta (1755-present)
- Regne d'Aman (1485–1832)
- Sultanat de Palembang (1550-1823)

### Turquia
- Othmànides (771-905)
- Xaibànides (801-899)
- Inàlida (1096-1183)
- Danixmendita (1071-1178)
- Mengücekoğulları (1071-1277)
- Saltúquida (1072-1202)
- Soldanat de Rum (1077-1307)
- Xah-i Arman (1100-1207)
- Nisànida (segle xii)
- Dinastia aiúbida (1174-1341)
- Sahipataoğulları (1250-1343)
- Çoban-oğlu (1227-1309)
- Beylik de Karaman-oğlu (c. 1250-1487)
- Pervanèides (1261-1322)
- Beylik de Menteşe-oğlu (c. 1261-1424)
- Akhis (c. 1380-1362)
- Beylik de Hamit-oğlu (c. 1280-1374)
- Imperi Otomà (1299-1923)
- Beylik de Ladik (c. 1300-1368)
- Beylik de Candar-oğlu (c. 1300-1461)
- Tekeoğulları (1301-1423)
- Beylik de Saruhan-oğlu (1302-1410)
- Beylik de Karesi-oğlu (1303-1360)
- Beylik d'Aydın-oğlu (1307-1425)
- Eretnaoğulları (1328-1381)
- Dhu l-Kadr (1348-c. 1525)
- Ramazanoğulları (1352-1516)

### Nord d'Àfrica
- Muhallàbides (771-793)
- Rustúmida (776-909)
- Dinastia Idríssida (780-985)
- Banu Ifran (790-1066)
- Aglàbida (800-909)
- Tulúnida (868-905)
- Nakur
  - Salíhida (705-1084)
- Emirat maghrawa de Trípoli
- Ikhxídida (935-969)
- Zírida (973-1152)
- Banu l-Kanz (1004–1412)[12]
- Banu Hammad (1008-1152)
- Banu Jami (1097-1160)
- Banu Khurasan (1062-1128 / 1148-1159)
- Banu l-Rand (1053-1059 / 1170-1180)
- Dinastia almoràvit (1040-1147)
- Dinastia almohade (1130-1269)
- Awlad Mandil (1160-1372)
- Dinastia aiúbida (1171-1341)
- Hàfsida (1229-1574)
- Dinastia nassarita (1232-1492)
- Abdalwadites (1235-1556)
- Dinastia marínida (1244-1465)
- Dinastia bahrita (1250-1382)
- Banu Thabit (1327-1400)
- Burjita (1382-1517)
- Dinastia wattàssida (1472-1554)
- Dinastia sadita (1509-1659)
- Dinastia alauita (1666- present)
- Muradita (1628-1705)
- Husaynita de Tunísia (1705-1957)
- Karamanli (1711-1835)
- Dinastia de Muhàmmad Alí (1805-1952)

#### Altres dinasties o tribus influents
- Banu Riyah
- Awlad Muhammad
- Awlad Sliman
- Banu Khattab (918-1190)
- Maghrawa
  - Banu Khazar
- Banu l-Afia
- Banu Midrar
- Hammudita
- Hassànides
- Hintata
- Miknasa (tribu)
- Banu Umar

### Banya d'Àfrica
- Sultanat de Mogadiscio (segles X-XVI)
- Sultanat d'Ifat (1285-1415)
- Sultanat de Warsangeli (1298- present)
- Sultant d'Adal (c. 1415-1555)
- Dinastia Walaixma (segles XIV-XVI)
- Ajuuraan (segles de 14th-17th)
- Sultanat d'Aussa (segle XVI-present)
- Emirat de Harar (1647–1887)
- Dinastia Gobroon (segles XVIII-XIX)
- Sultanat de Majeerteen (mitjans s.XVIII-principis del s.XX))
- Regne de Gomma (principis del segle xix-1886)
- Regne de Jimma (1830–1932)
- Regne de Gumma (1840-1902)
- Sultanat de Hobyo (segle xix-1925)

### Àfrica Oriental
- Sultanat de Kilwa (957–1513).[13]
  - Xirazi
- Sultanat de Pate (1203–1870)
- Sultanat dels funj de Sennar (1523–1821)
- Sultans de les Comores
- Dinastia de Mudaito (1734-present)
- Sultanat dels funj de Senar (1523-1821)
- Sultanat de Zanzíbar (1856–1964)
- Wituland (1858-1923)
- Sultanat del Darfur (1449-1916)

### Àfrica Central i Occidental
- Regne de Nakur (710-1019 Ce)
- Dinastia Zuwa a Gao (segle XI-1275)
- Imperi de Mali (c. 1230-c. 1600)
- Dinastia Keita (1235-c. 1670)
- Imperi Songhai (c. 1340-1591)
  - Askia
- Sultanat de Bornu (1396-1893)
  - Imperi de Kanem
  - Regne de Kanem-Bornu
- Baguirmi (1522-1897)
- Regne de Dendi (1591-1901)
- Sultanat de Damagaram (1731-1851)
- Regne de Fouta Tooro (1776-1861)
- Sultanat de Sokoto (1804-1903)
- Imperi de Toucouleur (1836-1890)
- Emirat d'Adamaua (1809-1953)

#### Tribus influents
- Mazrui
- Lamtuna

### Sicília
- Aglàbides de Sicília (827–909) CE
- Kàlbida (948-1053)

### Espanya i Portugal
- Califat de Còrdova (756-1017 Ce, 1023-1031)
- Emirat d'Alpont (1009-1106)
- Emirat de Batalyaws (1009-1151)
- Emirat de Mawrur (1010-1066)
- Emirat de Tulàytula (1010-1085)
- Emirat de Turtuixa (1010-1099)
- Emirat d'Àrkuix (1011-1145)
- Emirat d'Al-Mariyya (1010-1147)
- Emirat de Dàniyya (1010-1227)
- Emirat de Balànsiya (1010-1238)
- Regne de Múrcia (1011-1266)
  - Tahírides de Múrcia
- Taifa d'Albarrasí (1012-1104)
- Emirat de Saraqusta (1013-1110)
- Taifa de Granada (1013-1145)
- Emirat de Carmona (1013-1150)
- Hammudita (1016-1073)
- Emirat d'al-Gharbia (1018-1051)
- Emirat de Mayūrqa (1018-1203)
- Taifa de Lisboa (1022-1093)
- Emirat d'Ixbíliya (1023-1091)
- Taifa de Niebla (1023-1262)
- Regne de Còrdova (1031-1091)
- Emirat de Martulah (1033-1151)
- Emirat d'al-Jazira al-Khadrà (1035-1058)
- Taifa de Ronda (1039-1065)
- Taifa de Silves (1040-1151)
- Emirat de Màlaqa (1073-1239)
- Emirat de Molina (c. 1080's-1100)
- Emirat de Lurqa (1228-1250)
- Taifa del moixerif (1228-1287)
- Emirat de Gharnata (1228-1492)

#### Dinasties
- Amírides
- Banu Hud
- Banu Qassi
- Banu Ghàniya
- Banu Mardanix
- Dinastia marínida

### Europa Oriental i Rússia
- Bulgària del Volga (segle VII-1240)
- Emirat de Creta (820s-961)
- Kanat Àvar (d'hora segle de 13th-19th)
- Kanat de Kazan (1438-1552)
- Kanat de Crimea (1441-1783)
- Horda de Nogai (1440s-1634)
- Kanat de Kassímov (1452-1681)
- Kanat d'Astracan (1466-1556)
- Kanat de Sibèria (1490-1598)
- Paixalik de Scutari (1757-1831)
- Casa de Zogu (1928-1939)